# Charles Vanden Wouwer
Charles Joseph Vanden Wouver (Teignmouth, 7 settembre 1916 – 1º giugno 1989) è stato un calciatore belga, di ruolo attaccante.

## Palmarès

### Club

#### Competizioni nazionali
- Campionato belga: 2

Beerschot: 1937-1938, 1938-1939